# Австралийский ибис
Австралийский ибис (лат. Threskiornis spinicollis) — вид птиц из семейства ибисовых. Подвидов не выделяют. Распространён в Австралии, на Новой Гвинее и некоторых островах вблизи Австралии.

## Описание
Австралийский ибис достигает длины от 59 до 76 см и массы от 1,1 до 1,5 кг; размах крыльев 100—120 см. Голова чёрная и без перьев. Спина и крылья коричневые с зелёным и лиловым отливом.

## Распространение
Австралийский ибис обитает как и молуккский ибис почти по всей Австралии и южно-азиатской группе островов. Кроме того, они встречаются на островах Норфолк и Лорд-Хау. Они предпочитают влажные области, однако встречаются и на сельскохозяйственных угодьях, где они следуют за плугом, чтобы найти попавших на поверхность земли насекомых.

## Размножение
Австралийский ибис гнездится с августа по январь на юге ареала, с февраля по май на севере. В кладке 2—3, редко до 5 яиц. Птенцы вылупляются через 25 дней и становятся самостоятельными через 5 недель.

## Галерея

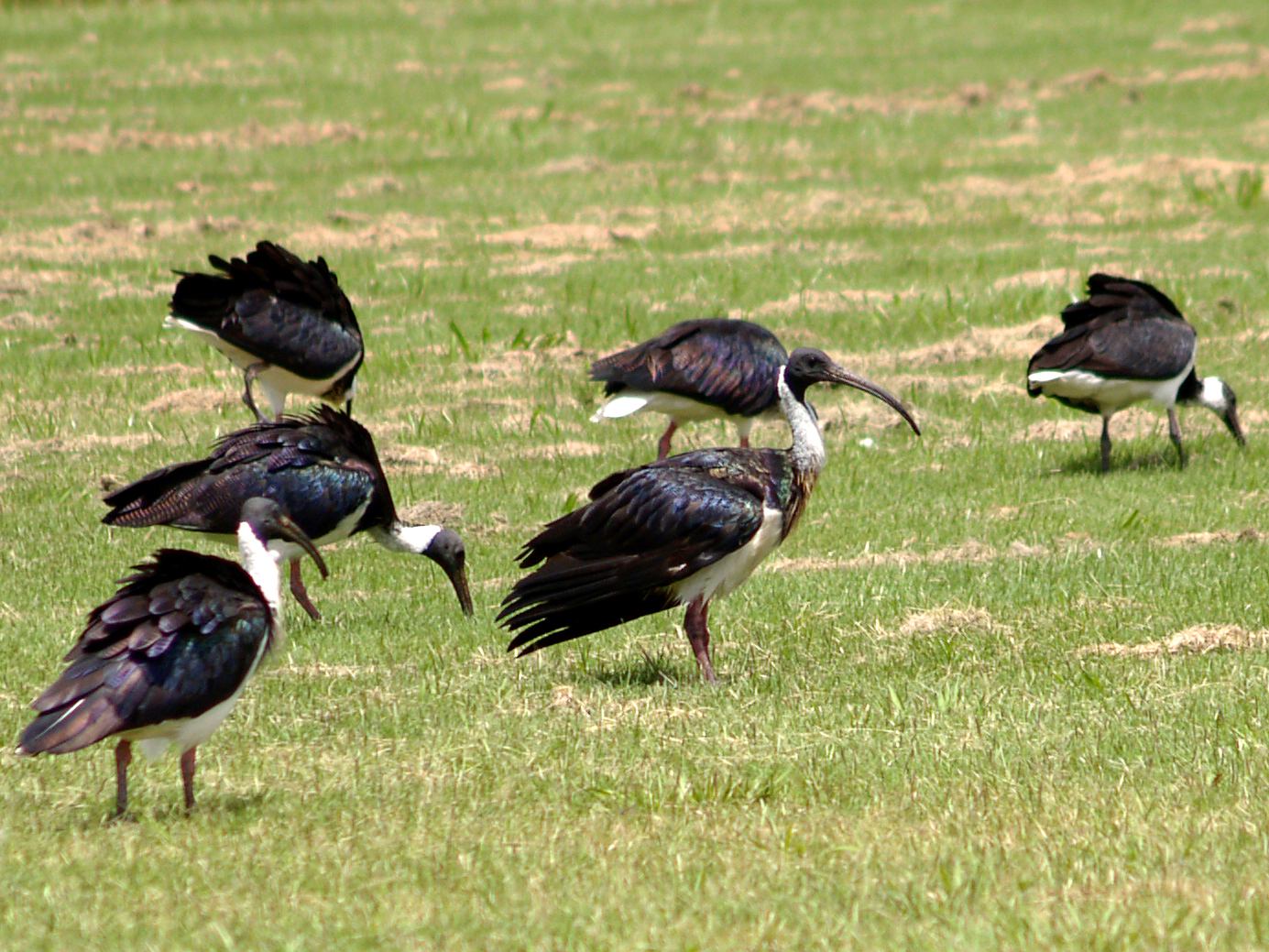
Стая австралийских ибисов
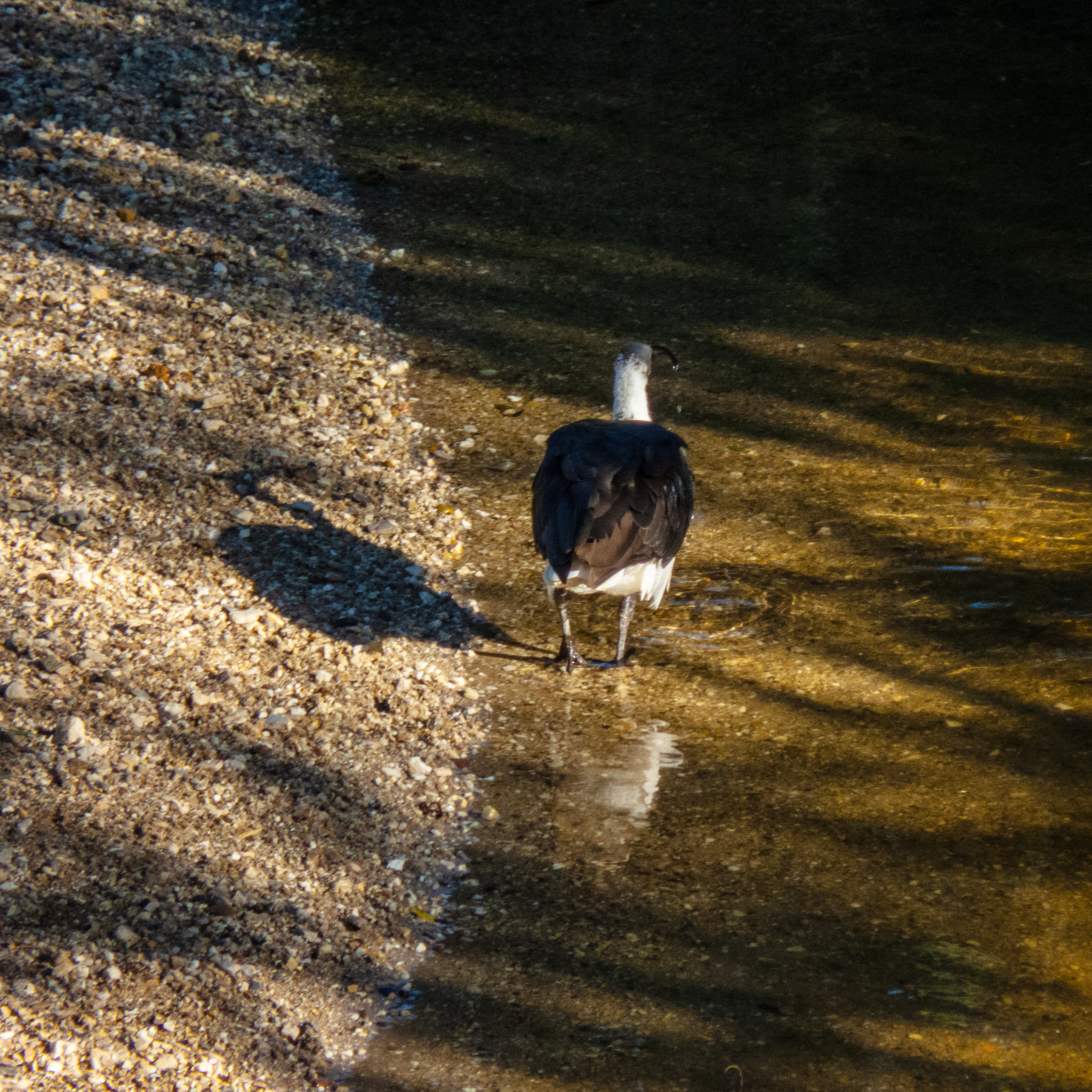
Австралийский ибис у воды
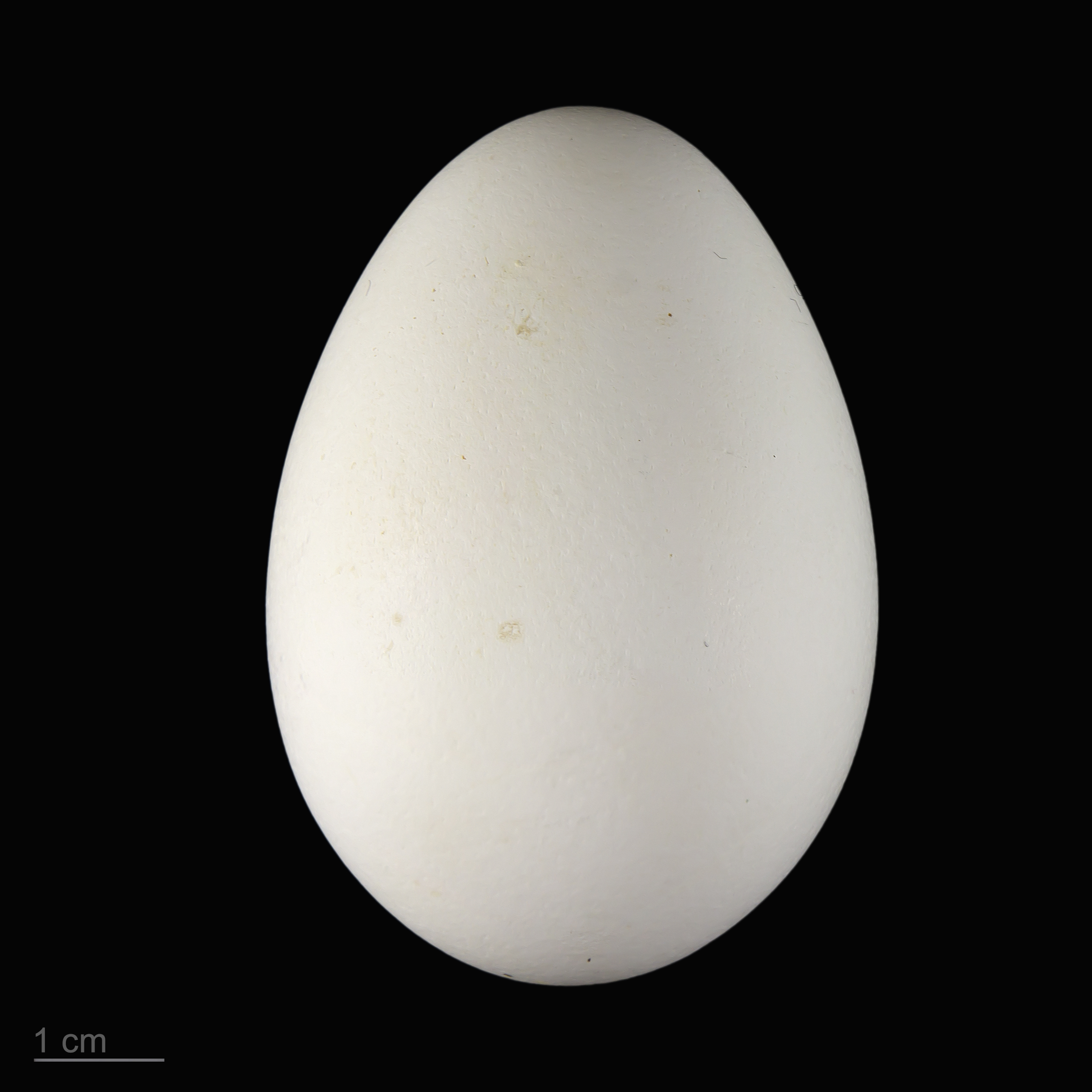
яйцо Threskiornis spinicollis - Тулузский музей